# 시그널힐 전투
시그널힐 전투(Battle of Signal Hill)는 프렌치 인디언 전쟁의 마지막 전투가 된 뉴펀들랜드 식민지의 세인트 존스 교외의 시그널힐에서 벌어진 규모가 작은 전투였다. 장기간 공성전을 계속하고 있던 프랑스군에게 영국 육군 중령인 윌리엄 애머스트 지휘 하에 영국군이 기습을 시도해 함락시켰다.

## 개요
1762년까지 8년 동안 영국과 프랑스는 유럽과 북미에서 분쟁을 이어오고 있었다. 오스트리아 왕위 계승 전쟁 후 오하이오 영토의 방어를 강화시키자, 뉴잉글랜드 식민지의 반발을 불렀고, 이것이 프렌치 인디언 전쟁의 원인이 되었다. 북미에서의 영국과 프랑스의 대결은 점점 더 격렬해져 갔고, 1759년에는 누벨프랑스 식민지의 중심 도시인 퀘벡이 영국군에 의해 함락되었다. 그러나 이 시점에서 양군 모두 평화 협정을 검토하기 시작했다.
영국군이 장기간에 걸쳐 프랑스 식민지 연안에서 해상 봉쇄를 하자, 프랑스 본국 경제는 타격을 입었다. 또한 각지의 프랑스 식민지에 해군을 지원할 수도 없었기 때문에, 많은 프랑스 군함이 영국에게 나포당해 있었다. 프랑스는 해군을 재건을 위해서라도 전투를 일단 중지하여 평화 회담을 성사시키고, 뉴펀들랜드를 탈환하기 위한 원정을 해야 한다고 계획하고 있었다. 뉴펀들랜드는 영국과 프랑스 양국, 그리고 유럽 남부에 매우 핵심적인 경제 활동의 중심지였으며, 삼각 무역의 거점이었다. 특히 뉴잉글랜드와 영국 본국에 필수적인 존재였다. 그런 시점에, 샤를 앙리 루이 다르삭 드 테르네 휘하의 소함대가 브레스트를 벗어나 봉쇄를 뚫고 대서양으로 향했다.

### 프랑스의 점령
1762년 6월 27일, 드오송빌 백작의 지휘 하에 있는 프랑스군이 세인트 존스의 영국군에게 항복을 강요했다. 그 후 몇 주 슈발리에 드 테르네 휘하의 드오송빌은 뉴펀들랜드에서 프랑스군의 입지를 다져 갔다. 시그널힐 주변의 대포 장비와 전초 기지로 구성된 방어 체계는 주변 지역을 지배하는데 필수적이었다.
1762년 9월 13일, 세인트 존스에서 몇 킬로미터 북쪽에 있는 토베이에 영국군이 상륙했다. 테르네와 드오송빌은 영국의 전진을 막지 못하자, 진군을 지체시키기 위해 분견대를 시그널힐 정상으로 보냈다.

## 전투
9월 15일 새벽, 영국 전함은 가파른 언덕 뒷편에 프랑스군에게 관측되지 않도록 돛을 접고 닻을 내렸다. 그후 영국군은 절벽 쪽을 올라가 언덕으로 접근했다. 기습은 전면적이었고, 교전은 짧았지만, 치명적이었다. 프랑스군 분견대 지휘관 기욤 드 벨콤브는 중상을 입었다. 영국 측에는 애머스트 휘하 장교인 맥도넬이 다리에 총상을 입고 쓰러졌다. 프랑스는 시그널힐에서 군대를 철수시켰다.

## 결과 및 영향
전투가 끝나고 시그널힐은 영국의 손에 떨어졌다. 이 모험적인 전투가 주효하여 3일 후, 영국은 세인트 존스의 1,500명의 프랑스군이 주둔했던 기지를 함락시키며 프랑스군으로부터 되찾을 수 있었다.

## 참고 문헌
- Dull, Jonathan R. (2005). 《The French Navy and the Seven Years' War》. 네브라스카 대학교 출판부.
- Fowler, Jr., William (2005). 《Empires at War》. 뉴욕: Walker & Company. ISBN 0-8027-1411-0.

추가 참조
- Georges Cerbelaud-Salagnac, La reprise de Terre-Neuve par les Français en 1762, revue française d'histoire d'outre-mer, tome LXIII, 1976, numéro 231
- Major Evan W. H. Fyers, The Loss and Recapture of St.John's, Newfoundland, in 1762, Army Historical Research, Volume XI, 1932
- André de Visme, Terre-Neuve 1762 : Dernier combat aux portes de la Nouvelle-France, 몬트리올, 2005, ISBN 2-9808847-0-7